# Cortona
Cortona é uma comuna italiana da região da Toscana, província de Arezzo, com cerca de 22.046 habitantes. Estende-se por uma área de 342 km², tendo uma densidade populacional de 64 hab/km². Faz fronteira com Arezzo, Castiglion Fiorentino, Castiglione del Lago (PG), Città di Castello (PG), Foiano della Chiana, Lisciano Niccone (PG), Montepulciano (SI), Sinalunga (SI), Torrita di Siena (SI), Tuoro sul Trasimeno (PG), Umbertide (PG).

## Demografia
| Variação demográfica do município entre 1861 e 2011                               |
|                                                                                   |
| Fonte: Istituto Nazionale di Statistica (ISTAT) - Elaboração gráfica da Wikipedia |